# AGEs
AGEs（エージス、エイジス、エイジズ、エージーイー）とは、Advanced Glycation End Productsの略語であり、終末糖化産物、後期糖化生成物などと訳される。

## 概要
タンパク質または脂質が糖へ曝露されることによる糖化反応（メイラード反応）によって作られた生成物の総称であり、身体の様々な老化に関与する物質（より正確に言えば、生体化学反応による生成物）と言える。判明しているだけでも、AGEsには数十種類の化合物があり、それぞれが多種多様な化学的性質を有する。AGEsの例としては、Nε-カルボキシメチルリシン(CML)、Nε-カルボキシエチルリシン(CEL)、アルグピリミジンなどが知られている。類似の概念に過酸化脂質に由来する終末過酸化産物（Advanced Lipoxidation End products、ALEs）がある。（ALEsについては脂質過酸化反応も参照の事）
AGEsは体内で炎症を誘発する性質、及び酸化を促進する性質があると考えられ、調理中食品に形成される可能性がある。糖尿病、アテローム性動脈硬化症、慢性腎不全、アルツハイマー型認知症などの変性疾患を悪化させると言われる。糖尿病の血管系合併症の原因ともされる。活性酸素による細胞障害を加速し、機能を変化させるという。

## AGEsの種類
AGEsは、“Advanced Glycation End Product”という英語の頭文字“AGE”に加えて、それが複数形であることを示す“s”を付して名付けられた。Nε-カルボキシメチルリシン（CML）、Nε-カルボキシエチルリシン（CEL）、アルグピリミジン、ペントシジン、ピラリン、クロスリン、GA-ピリジン、Nω-カルボキシメチルアルギニン（CMA）、フロイルフラニルイミダゾール（2-(2-furoyl)-4(5)-(2-furanyl)-1H-imidazole）、グルコスパンなど多数の化合物が特定されている。
AGEsの構造式の例
- Nε-カルボキシエチルリシン
- アルグピリミジン
- ペントシジン
- ピラリン
- クロスリン
- GA-ピリジン
- グルコスパン

## 生成
AGEsは体外、体内の双方で生じる。特に、蛋白質の糖化反応で蛋白質に炭水化物が非酵素的に結合する。この過程でシッフ塩基のアマドリ転位が発生して「アマドリ化合物」（アマドリ転位生成物、前期生成物）を経由する。

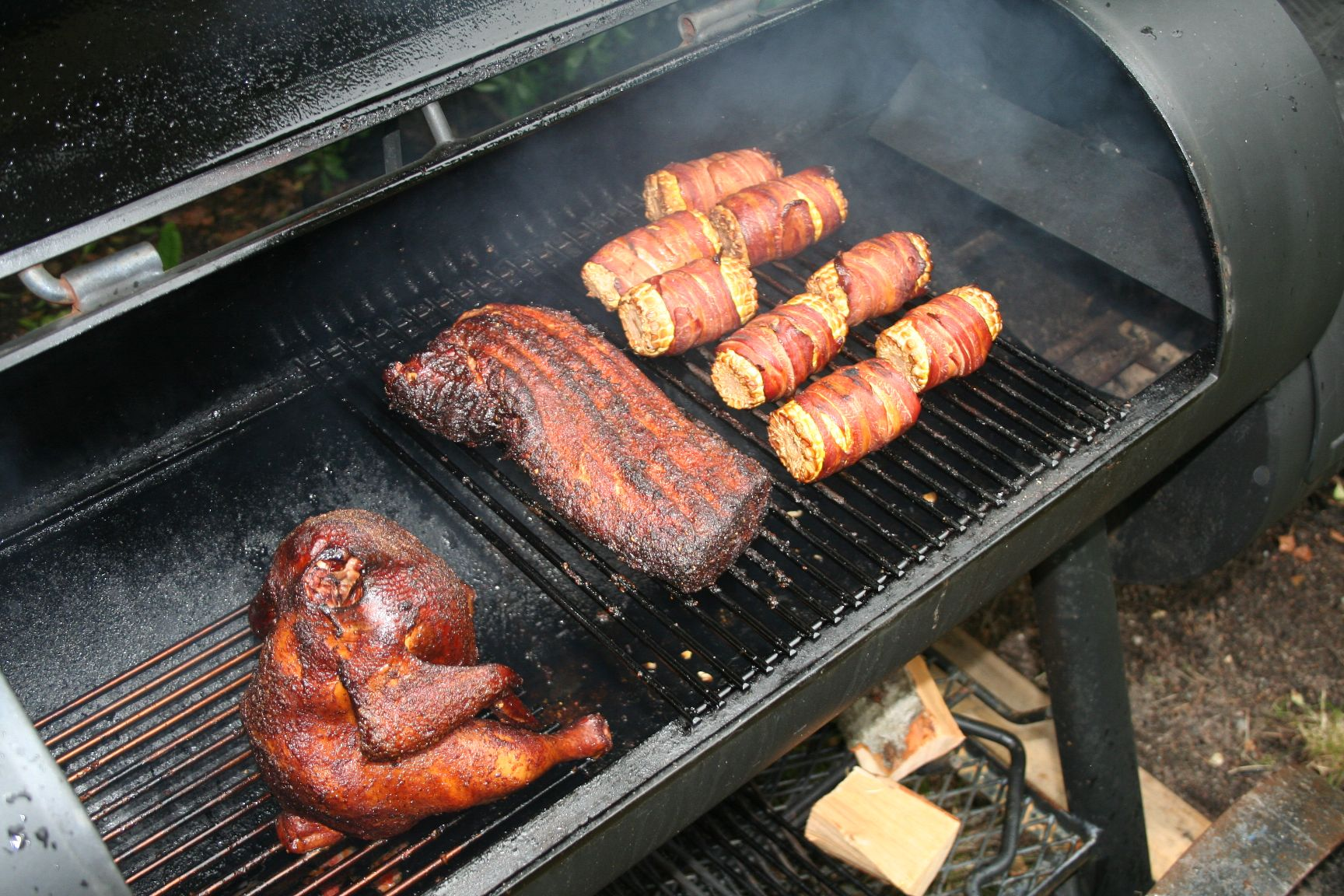
食品の加熱調理はAGEsを増加させる。

外因性のAGEsは食品の加熱（調理等）で生ずる。調理する前と比べると10〜100倍に増加する。

### 食品
食品としては肉、バター、一部の野菜にAGEsが含まれ、調理の内、特に揚げる、ローストする、焼くなどの水を使わない調理法で大きく増加するが、茹でる、煮る、蒸す、電子レンジ加熱するなどの場合は比較的増えない。国際がん研究機関（IARC）「終末糖化産物の食事による摂取と肝胆道がんのリスクに関する多国籍コホート研究」によれば、AGEsの主な摂取源となる食品は、穀類及び穀類加工食品、肉及び肉加工食品、ケーキ及びビスケット、乳製品、魚、ノンアルコール飲料であった。また、終末糖化産物(AGEs)の食事による高摂取が、肝臓がんの中で最も多いタイプである肝細胞がん(HCC)のリスクと逆相関し、胆嚢がんのリスクと正相関することが明らかになった。
脂肪とタンパク質が多い動物由来の食品は、一般的にAGEが豊富で、調理中にさらにAGEが形成される傾向がある。
1997年の研究では、卵白に砂糖を加えて加熱する事でAGEsが200倍に増加することが示された。
食品の一部は、体内で糖化反応を起こす。AGEsによるストレスを含む健康な体内での総合的な酸化反応ストレス・過酸化反応ストレスは、食事で摂取する外因性AGEsや、フルクトースやガラクトースといった反応性の強い糖の消費量に比例する。
なお、低分子量のAGEsのみが食事から吸収され、菜食主義者は非菜食主義者と比較して全体的なAGEsの濃度が高いことがわかっている。したがって、食事から摂取されるAGEsが病気や老化に寄与するのか、それとも内因性のAGEs（体内で生成されるもの）だけが重要なのかは未だ不明である。このことは、食事から摂取されるAGEsが健康に悪影響を与えるという可能性から解放されることを意味するものではないが、食事そのものから摂取するAGEsに注意を払う価値が、血糖値を上昇させAGEsの形成につながるような食事に注意を払う価値よりも少ない可能性があることを意味している。
低カロリーダイエットをすると、短期的にAGEsが減少することが報告されている。

### 糖尿病
糖尿病の場合、細胞内へのグルコース取り込みを制御できない細胞（内皮細胞等）では、高血糖により細胞内グルコース濃度が上昇する。細胞内グルコース濃度の上昇はシトクロムbc 1複合体が電子伝達系を停止させる程の大きさの陽子勾配を作り、NADHおよびFADH濃度の上昇をきたす。その結果、ミトコンドリアで活性酸素が生成され、DNAが損傷してPARP1が活性化される。次いでPARP1はグルコース代謝酵素の一部であるGAPDHをADPリボース化して不活性化させて、代謝の早い段階で中間体グリセルアルデヒド-3-リン酸（GAP）が蓄積する。GAPは3炭糖リン酸イソメラーゼでジヒドロキシアセトンリン酸となった後メチルグリオキサールシンターゼでメチルグリオキサールとなり、アミノ基と反応してAGEsを生成する。

### 喫煙
喫煙はAGEsを増加させる。これは、AGEsはタバコの葉を乾燥させる際に糖が存在すると生成され、喫煙により、これらのAGEsが肺から吸収される。血中AGEsおよび皮膚中AGEs（皮膚の自発蛍光で測定）濃度は非喫煙者に比べて喫煙者で高い。

## 影響
AGEsは体内の細胞や分子のほぼ全てのタイプに影響を与え、加齢の一因でかつ加齢性慢性疾患の原因であると考えられる。糖尿病の血管合併症の原因ともされる。
糖尿病患者の高血糖性の酸化ストレスや高脂血症などの病的状態では、AGEs生成量は通常より多い。AGEsは妊娠糖尿病の炎症性因子としても知られている。
動物およびヒトでは多量の外因性AGEsが吸収されて体の負担となり、アテローム性動脈硬化や腎不全などの原因となっていると言われる。
ただし、味噌・醤油・コーヒーなどに含まれるメラノイジンは強い抗酸化作用を備えており、摂取することでさまざまな健康の増進に繋がるとされてきたので、食物から摂取するすべてのAGEsを体に悪影響を与える物質と考えるのは誤りである。

### 他の疾患
AGEsの生成、蓄積は加齢に関係する疾患の進行に関連する。アルツハイマー型認知症、心血管疾患、脳卒中を誘発する。AGEsの障害過程は架橋と呼ばれ、細胞内の障害を引き起こし、アポトーシスを誘導する。また水晶体内に光感受性物質を生成し、白内障を進行させる。筋機能低下にもAGEsが関与する 。

### 病理学
AGEsは下記の様な幅広い病理学的影響を有する。
- 血管透過性（英語版）亢進
- 動脈壁硬化進行
- 一酸化窒素捕獲による血管拡張薬阻害
- LDL酸化
- マクロファージ、血管内皮細胞、メサンギウム細胞などからの様々なサイトカイン分泌
- 酸化ストレス増強

## 反応性
蛋白質は通常リシン残基を有する。ヒトの場合、細胞核内のヒストンに最もリシンが多いので、そこに糖化蛋白質Nε-カルボキシメチルリシン（CML）が生ずる。
RAGEと呼ばれる受容体が、肺、肝臓、腎臓の血管内皮細胞や平滑筋細胞、免疫細胞など、多くの細胞で発見されている。この受容体にAGEsが結合すると、アテローム性動脈硬化症、気管支喘息、関節炎、心筋梗塞、腎障害、網膜症、歯周病、神経障害などの慢性の炎症が発生する。これは転写因子カッパB（NF-κB）が活性化されることによる。NF-κBは炎症関連遺伝子のコントロールに関連している。

## 排出

腎小体と糸球体の模式図 図下方右から輸入細動脈が入り、糸球体（赤）を形成した後、下方左の輸出細動脈に到る。糸球体を囲む白い扁平な細胞に囲まれた球を糸球体嚢（ボーマン嚢）と呼ぶ。

身体から排出される場合、まずAGEsが結合した細胞内蛋白質が分解されてAGEsペプチドやAGE付加物（AGE修飾されたアミノ酸由来物質）になり、血中を通って腎臓から尿中へ排泄される。

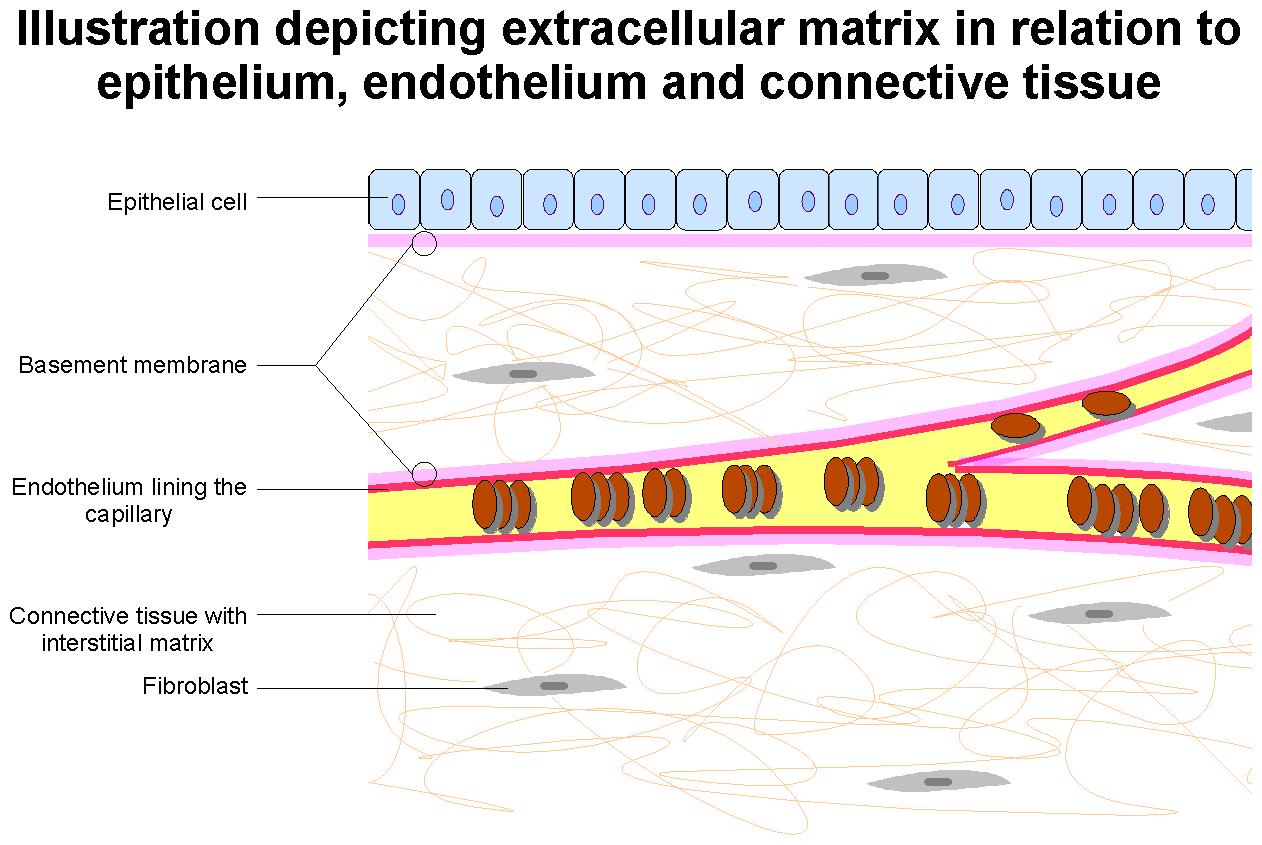
細胞外マトリックス

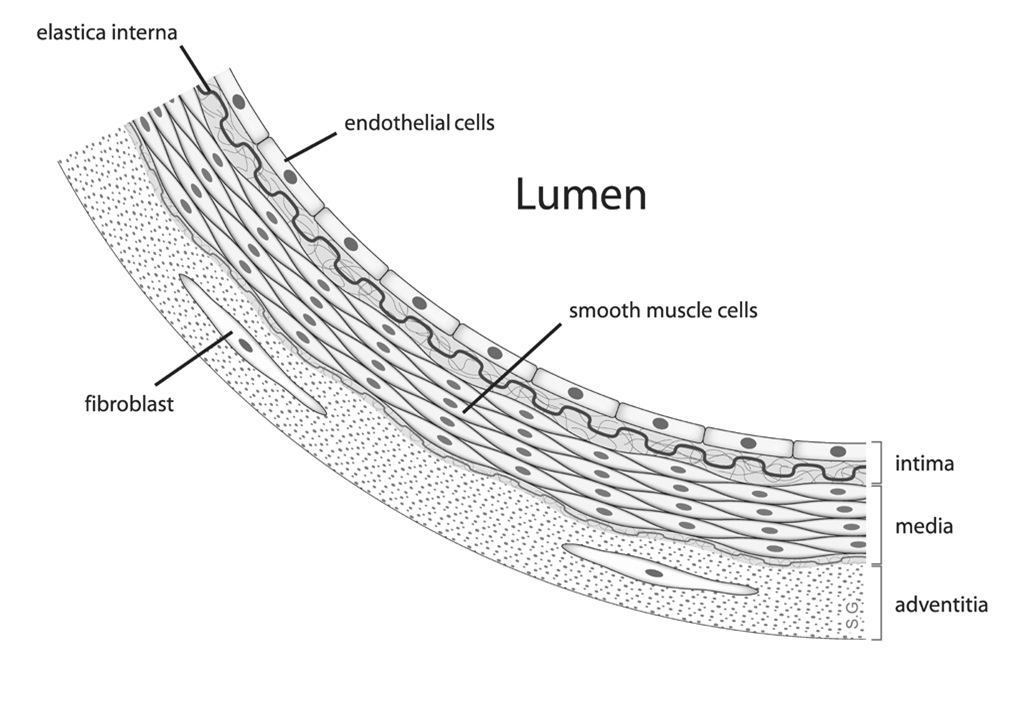
上皮組織（右上が内腔）

細胞外マトリックスの蛋白は分解され難く、AGEsの排出の妨げとなっている。AGE付加物は尿中に直接排泄されるが、AGEsペプチドは一旦近位尿細管の上皮細胞に取り込まれ、リソソーム系で分解されてAGEアミノ酸（=AGE付加物の一種）となる。このアミノ酸は腎臓の内腔（ルーメン）に戻され、排泄される。AGE付加物はAGEs排出の主要要素であり、AGEsペプチドの排出は少ない。慢性腎不全患者では、血中AGEsが蓄積している。
細胞外に排出された大きなAGEs蛋白質はそのままでは腎小体の基底膜を通過できないので、先にAGEsペプチドやAGE付加物に分解される必要がある。末梢のマクロファージや肝臓の血管内皮細胞、クッパー細胞がこの分解を担当する。肝臓の関与についてはかつて争点となった。
ボーマン嚢に侵入できない大きなAGEs蛋白質は血管内皮細胞やメサンギウム細胞の受容体と結合して、メサンギウム基質に移行する。AGEs受容体（RAGE）の活性化は TNFβなどの様々なサイトカインの産生を誘導し、金属プロテアーゼの阻害物質を生成し、メサンギウム基質を増加させて、糸球体硬化症の原因となり、腎機能を低下させる。
AGEs付加物やAGEsペプチドはAGEs排泄の唯一の方法であるが、それらはAGEs蛋白質よりも反応性が高く、糖尿病患者の病態持続に寄与している。それは患者の高血糖症が管理された後も継続する。
AGEsのいくつかは酸化反応を触媒する化学的性質を有している。RAGEの活性化によりNAD(P)Hオキシダーゼを活性化させ、ミトコンドリアの蛋白質に損傷を与えて機能不全に導き、酸化ストレスを増加させる。この場合AGEsの酸化効果を止めるには、抗酸化剤を用いた継続的な治療が必要となり得る。治療には効果的なAGEs排出が必要で、腎機能低下によりAGEs増加している場合には最終的には腎移植が必要となる。
糖尿病でAGEsの生成が増加している患者では、腎障害が進む事でAGEsの排出が遅くなり、AGEs濃度が増加して腎障害が益々進行する。

## 治療の可能性
AGEsは現在研究中の物質である。AGEsを減らす方法には3通りが考えられている。
1. AGEsの生成予防、
2. AGEsの架橋切断、
3. AGEsの影響除去 である。

実験的にAGEs生成予防効果が確認されたものは、ビタミンC、アグマチン、ベンフォチアミン 、ピリドキサミン、α-リポ酸、タウリン、アミノグアニジン、アスピリン、カルノシン、メトホルミン、ピオグリタゾン、ペントキシフィリンである。

レスベラトロールの構造式

ラット、マウスを用いた研究で、レスベラトロールやクルクミンなどの天然フェノール
、フラボノイド類およびN-アセチルシステインにAGEsの負の影響を取り除く作用があることが示された。
ポリネシアからミクロネシア地域で常用される嗜好品カヴァに含まれるカヴァラクトン（カバイン、メチスチシンなど）に蛋白質の糖化・脂質過酸化を抑える働きがあるとの報告がある。
アラゲブリウムや類縁物質のALT-462、ALT-486、ALT-946、ならびにN-フェナシルチアゾリウムは生成したAGE架橋の一部を分解したと考えられた。しかし、AGEsの内で最も頻繁（他の架橋の10倍〜1,000倍）に見られるグルコスパンを分解する医薬品は知られていない。
その一方で、アミノグアニジンなどの化合物は3-デオキシグルコソンと反応してAGEsの生成を抑える可能性があるとされる。

トリアゼピノンの分子構造

また抗糖尿病薬のメトホルミンはRAGEを減少させ活性酸素種を減少させてAGEsの生成を抑制する他、AGEs生成の中間体（カルボニル化合物、RCOs）であるグリオキサールやメチルグリオキサールなどを捕捉してトリアゼピノン誘導体（不活性体）を生成する。
降圧薬であるアンジオテンシンII受容体拮抗薬やアンジオテンシン変換酵素阻害薬にも強いAGEs生成抑制作用があることが知られている。これはRCOsの捕捉による作用ではないが、詳細は不明である。

## AGEs測定
血液から抗体を使って測定する方法や皮膚に光を当て測定する方法（AGEリーダー）などがある。